# Francesco Roncalli Parolino
 (mai 2022).
 (mai 2022).
 (mai 2022).
Francesco Roncalli Parolino (Brescia, 1692 - Brescia, 1763 ou 1769) est un médecin et numismate italien.

## Biographie
Né à Brescia en 1692, il fut envoyé à Padoue achever, sous Antonio Vallisneri, les études qu’il avait commencées sous la direction de son père. Ses ouvrages et ses succès dans la médecine pratique lui acquirent bientôt une grande réputation. Tandis que plusieurs académies de l’Europe s’empressaient de l’admettre dans leur sein, il obtenait le titre de comte de Pologne et les honneurs de médecin de la cour à Madrid[réf. souhaitée].
Avec un cabinet de médailles que son père lui avait légué en mourant, il avait hérité ce goût pour la numismatique, qui n’a pas été sans profit pour sa réputation[style à revoir]. C’est à lui qu’on doit la connaissance d’une fameuse médaille d’argent en l’honneur de la trentième légion romaine de Marc Antoine, médaille qui est encore un sujet de doute parmi les antiquaires[Quand ?][Lesquels ?]. Vaillant, à qui elle était inconnue, avait fixé à vingt-quatre le nombre des légions qui en avaient fait frapper. Kell, Havercamp, Fröhlich, Eckhel n’ont pas fait difficulté d’en admettre jusqu’à trente. Paciaudi, dans ses Animadversiones philologicæ, donne des éclaircissements sur ce rare monument[style à revoir] dont parle aussi Eckhel (Doct. numor. vet., t. 6). Ce savant cite, entre autres, une médaille semblable qui avait appartenu au comte Arioste et que l’on voit dans le musée impérial de Vienne. Gossellin a désigné comme fausse celle qui faisait partie de la collection d’Ennery, et il ne juge pas plus favorablement celle de Vienne, qu’il croit aussi l’ouvrage de quelque faussaire[réf. souhaitée]. Mionnet pense qu’il faut se défier de toutes ces médailles qui portent un numéro au-dessus du vingt-troisième[réf. souhaitée]. Le comte Roncalli termina sa carrière à Brescia en 1763, âgé de 77 ans[réf. souhaitée].

## Œuvres
- Examen chimico-medicum de aquis Brixianis, cum disquisilione theorematum de acidularum potu et transitu in corpore animali, Brescia, 1722 ;
- Dissertatio de aquis mineralibus Coldoni, in agro Mediolanensi, ibid., 1724 ;
- Dissertationes quatuor, de usu purgantium in aere Brixiano ; — De homine invulnerabili, vulgo ingermadura ; — De ferreis acubus in cadavere repertis ; — De ægagropilis, ibid., 1740 ;
- Historiæ morborum, observationibus auctæ, clarissimorum virorum consultalionibus illustratæ, ibid., 1741, avec figures ;
- Europæ medicina a sapientibus illustrata et ejusdem observatiouibus adaucta, ibid., 1744 ;
- Dissertazione intorno al male ed alla morte di una religiosa, ed agli aghi di ferro ritrovati nel suo cadavere, ibid., 1746 ;
- Numismata ex argento et auro a Francisco comite Roncalli Parolino illustrata et dono missa Florentinæ Columbariæ societati, Florence, 1754 (lire en ligne) ;
- In variolarum incisionem declamatio epistolaris, Pise, 1759.